# St. Pankratius (Bühl)

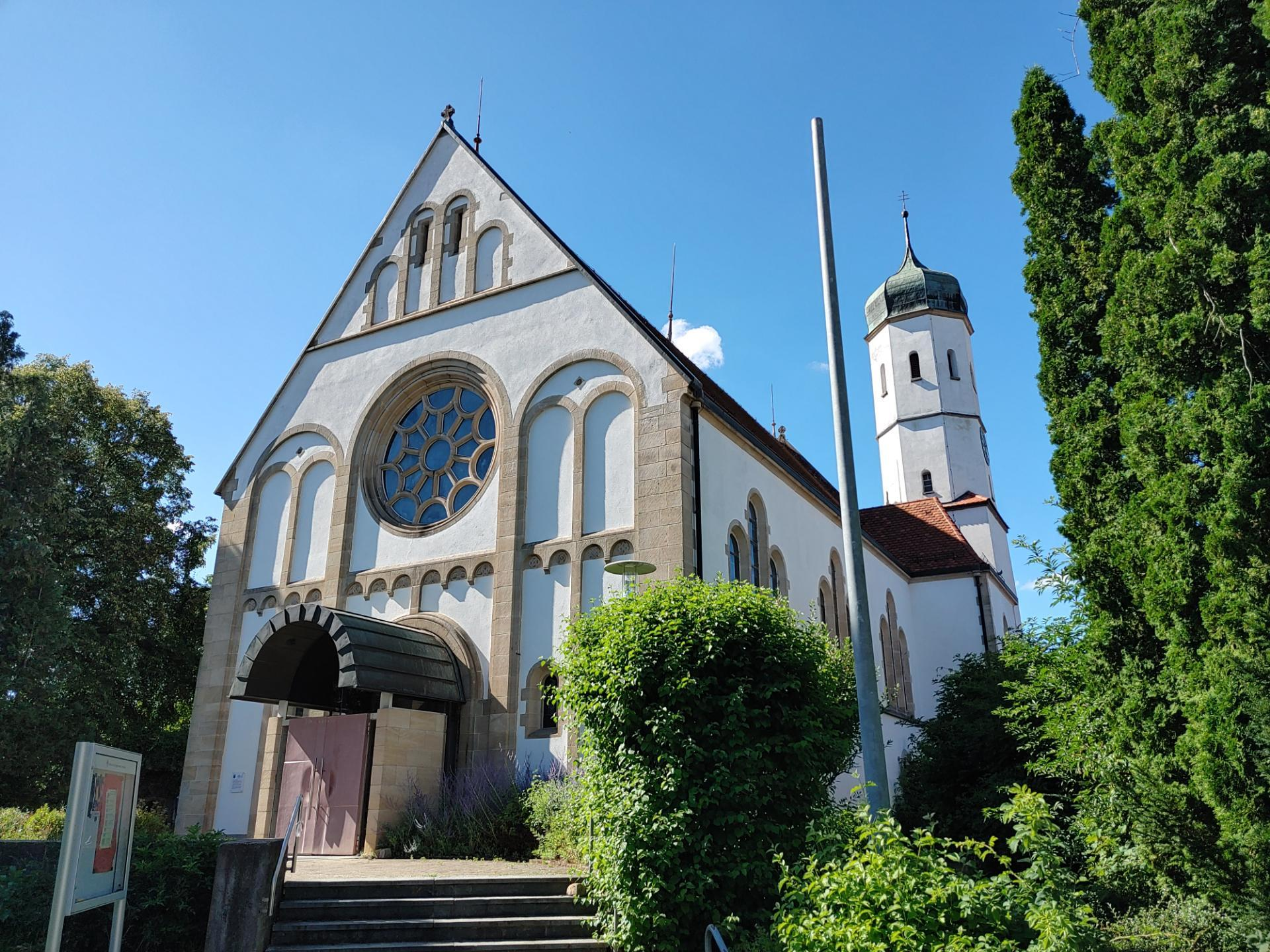
St. Pankratius in Bühl

Die römisch-katholische Pfarrkirche St. Pankratius steht in Bühl, einem Stadtteil der Universitätsstadt Tübingen im Landkreis Tübingen in Baden-Württemberg. Die Kirchengemeinde gehört zur Diözese Rottenburg-Stuttgart. Die Kirche ist als Denkmal beim Landesamt für Denkmalpflege Baden-Württemberg eingetragen.

## Beschreibung
Die neuromanische Saalkirche wurde 1902 nach einem Entwurf von Joseph Cades errichtet. Sie besteht aus einem Langhaus, einem eingezogenen Chor mit Fünfachtelschluss im Norden und einem Chorflankenturm an der Ostseite des Chors, dessen untere Geschosse vom Vorgängerbau von 1599 erhalten geblieben sind. Der Chorflankenturm wurde mit zwei achteckigen Geschossen aufgestockt, die die Turmuhr und den Glockenstuhl mit drei Kirchenglocken beherbergen, und mit einer Zwiebelhaube bedeckt.
Der Innenraum war ursprünglich im Nazarener Baustil farbig ausgemalt. Infolge der Liturgiereform des Zweiten Vatikanischen Konzils wurden der Hochaltar und die beiden Seitenaltäre durch einen Volksaltar ersetzt. Auch die Kanzel wurde entfernt. Zur Kirchenausstattung zählen u. a. ein spätgotisches Marienbildnis, ein Heiliges Kreuz, eine Pietà und eine Statue des Pankratius. Das Bild der Schutzmantelmadonna von Hermann Anton Bantle hängt an einer Seite des Chors. Die Orgel wurde 2007 von der Orgelbau Alfons Zeilhuber errichtet.